# Феноменальный счётчик
Феноменальный счётчик — человек, обладающий способностью к быстрому счёту. Наблюдения показали, что данная способность нередко проявляется в раннем возрасте и до освоения чтения и письма (и тем более осознания и применения каких-то особых математических алгоритмов по облегчению устного счёта) и «уходит» при неиспользовании (например, при обучении по обычным методикам средней школы). В то же время известен ряд математических алгоритмов и приёмов по сокращению (иногда очень заметному) объёма вычислений для получения того же итога. Их освоение и умелые упражнения позволяют показывать более высокие достижения в устном счёте (и/или снижать усилия на выполнение тех же расчётов) и в более зрелом возрасте. Также имеются наблюдения о том, что устный счёт на основе зрительного русла восприятия и представлений (без произнесения слов о выполняемых действиях и полученных результатах) при прочих равных может выполняться быстрее, чем с проговариванием (в том числе «про себя»), что связано с большей мощностью (но и энергоёмкостью) зрительного русла восприятия и представления сравнительно с аудиомоторным (слуходвигательным).
В литературе на русском языке не менее часто употребляются также названия «быстросчётчик» и «чудо-счётчик», во многом более точно описывающие явление, поскольку «феноменом» может быть, к примеру, и полное отсутствие способности к устному счёту.
Изучение особенностей проявления этих способностей, в том числе в возрастной динамике, а также в зависимости от выраженности внешнего (со стороны общества) либо внутреннего запроса на их проявление представляет существенный интерес для психологии и теории познания.
Рациональное изучение явлений, представляемых феноменальными счётчиками, началось в области психологии с XIX века в лаборатории физиологической психологии в Париже, в особенности Альфредом Бине́.
Бине в результате продолжительного изучения феноменальных счётчиков пришёл по поводу них к заключению, что феноменальные счётчики составляют одну естественную семью, отличительные характеристические черты которой следующие:
- отсутствие влияний наследственности и среды, принадлежность по происхождению к бедной неимущей среде;
- очень раннее и всегда предшествующее обучению чтению и письму обнаружение счётной способности (в среднем в возрасте 8 лет);
- поглощение умственной деятельности упражнениями в действиях над числами;
- дальнейшее развитие счётной способности при упражнении и быстрый её упадок в случаях непользования ею[1].

## Упоминания о чудо-счётчиках прежних веков
От XVII века осталось довольно тёмное сказание только об одном феноменальном счётчике, 8-летнем Матьё ле Кок, принадлежавшем к жившей во Флоренции семье лотарингского выходца. Для более отдалённого времени приходится ограничиваться только одними догадками и предположениями, указывающими, например, как на феноменальных счётчиков на Адама Ризе и на Никомаха Герасского.
В XVIII веке сделались известными благодаря сведениям, проникшим в литературу, только два феноменальных счётчика: раб-негр из штата Виргинии Томас Фуллер и бедный английский рабочий из Честерфильда Джедедайя Бакстон.

### XIX век
Привлечь к себе сколько-нибудь серьёзное внимание образованного общества и учёных феноменальным счётчикам удалось в XIX веке, в течение которого на эстрадах зрительных зал и в заседаниях учёных и учебных учреждений последовательно появлялись уроженец Соединённых Штатов Зера Колберн, англичанин Биддер, русский Иван Петров, сицилиец Манджиамеле, немец Иоганн Мартин Дазе и французы Анри Мондё, Жак Иноди и Периклес Диаманди. Кроме них, к феноменальным счётчикам XIX в. должны быть причислены на основании свидетельств отдельных лиц или фамильных воспоминаний и знаменитые учёные Ампер и Гаусс.

### XX век
В XX веке стали известны счётчики Николай Арраго (Роман Семенович Левитин, 1883—1949), Арон Чиквашвили (Ванский р-н Западной Грузии, советское время после Великой Отечественной войны), Луи Флери (20-е годы XX в. Франция), 11-летний (на 1974 г.) Борислав Гаджански из югославского города Зренянине, Морис Дагбер (Франция), Шакунтала Деви (Индия), Игорь Шелушков, аспирант, позже преподаватель Горьковского политехнического института, Яков Трахтенберг (Россия-Германия), Юрий Горный, показывавший психологические этюды не только по быстрому счёту, но и по запоминанию и т. п.
Будущий чемпион мира по шахматам Михаил Таль в возрасте 5 лет уже перемножал трёхзначные числа.

## Наши современники
С 1990-х годов известны российские счётчики А. В. Некрасов — «человек-компьютер» и Владимир Кутюков — «человек-календарь».
Среди современных счётчиков широкую известность получили призёры и победители проводящегося с 2004 года Мирового чемпионата по счёту в уме, к примеру, такие как Юсниер Виера — кубино-американский математик, чудо-счётчик, мировой рекордсмен в области устного календарного исчисления.

## Соревнования по устному счёту
Начиная с 2004 года, один раз в два года проводится Мировой чемпионат по вычислениям в уме, на который собираются лучшие из ныне живущих феноменальных счётчиков планеты. Соревнования проводятся по решению таких задач, как сложение десяти 10-значных чисел, умножение двух 8-значных чисел, расчёт заданной даты по календарю с 1600 по 2100 годы, квадратный корень из 6-значного числа. Также определяется победитель в категории «Лучший универсальный феноменальный счётчик» по итогам решения шести неизвестных «задач с сюрпризом». Одним из победителей чемпионата является Юсниер Виера — кубино-американский математик, феноменальный счётчик, мировой рекордсмен в области устного календарного исчисления.

## Опасности, связанные с проявлением способности к феноменальному счёту
В 30-е годы XX в. представителями немецкой психиатрии (школа И. Шульца) была выявлена совершенно определённая связь между повышенной нагрузкой на нервную систему (в частности, при направленной, но неграмотной попытке вызвать яркие зрительные образы, см. эйдетизм) и вероятностью возникновения шизофренических состояний, порой с соответствующими огорчительными проявлениями. Ими же была предложена и опробована система более грамотной работы с образами, предполагающая освобождение от образа по окончании работы с ним путём ряда приёмов, что, как показала клиническая практика, предотвращало возникновение и накопление хронических нервных напряжений, приводивших, в частности, к шизофрении. Задолго до этого подобные приёмы и подходы, как известно, были разработаны в различных видах йоги.
Наглядным примером стали способности к феноменальному счёту у Игоря Алексеевича Шелушкова из г. Горького (ныне Н. Новгород), которые проявились в 9-м классе школы (60-е годы ХХ в). Учителя предупреждали его о возможной перегрузке психики при чрезмерном увлечении скоростным счётом, но Игорь не прислушался к советам по разумному ограничению нагрузки и необходимости полноценного отдыха. Первые несколько лет всё шло хорошо: Игорь Алексеевич поступил и успешно закончил Горьковский политех, стал в нём аспирантом, а затем преподавателем. Всё чаще и успешнее показывал свои способности к устному счёту, начал совершать гастроли по стране, а потом получил приглашение выступать и за границей. О нём писали в газетных и журнальных статьях (в частности, В. Д. Пекелис). Но через непродолжительное время упоминания о Шелушкове исчезли из печати, а он сам оказался на много лет в одной из психиатрических больниц, стал инвалидом. И. Шелушков стал жертвой своего рода «жадности» к использованию проявившейся у него выдающейся способности к счёту, мгновенному подсчёту числа букв в тексте, запоминанию таблиц логарифмов и т. д.
Упомянутая сторона попытки пробуждения соответствующих природных способностей к скоростному устному счёту и их дальнейшей тренировки имеет вполне очевидное значение для жизни. Как и в других экстремальных ситуациях, например, в спорте высших достижений, необходимо понимать и контролировать границы своих возможностей, желательно работать под руководством тренеров соответствующего направления и уровня подготовки.